# Marco del Moro
Marco del Moro comunemente chiamato Angeli (Verona, 1536 circa – dopo il 1586) è stato un pittore e incisore italiano.

## Biografia
Era figlio, allievo e assistente di Battista, e fu attivo a Verona e Venezia nella seconda metà del XVI secolo. Collaborò con suo padre in alcune decorazioni murali a Murano. Praticò anche l'arte dell'incisione con notevole successo.